# Цілинна ділянка (біля с. Приморське)
Цілинна ділянка — ботанічний заказник місцевого значення. Об'єкт розташований на території Василівського району Запорізької області, біля села Приморське.
Площа — 2 га, статус отриманий у 1980 році.
Статус надано з метою охорони місць зростання лікарських рослин. Зростають цмин, хвощ польовий, чебрець, деревій.